# Batis pàl·lida
La batis pàl·lida (Batis soror) és un ocell de la família dels platistèirids (Platysteiridae).

## Hàbitat i distribució
Habita els boscos de Brachystegia i acàcia de les terres baixes del sud-est de Kenya i centre, est i sud de Tanzània (incloent les illes Zanzíbar i Mafia), cap al sud a Malawi, Zimbabwe i Moçambic.